# Légionnaire (film)
Pour les articles homonymes, voir Légionnaire.
Pour plus de détails, voir Fiche technique et Distribution.
Légionnaire (Legionnaire) est un film américain réalisé par Peter MacDonald et sorti en 1998. Il met en vedette Jean-Claude Van Damme dans le rôle d'un boxeur français s'engageant dans la Légion étrangère.

## Synopsis
Marseille, 1924. Alain Lefèvre est un boxeur renommé. Il accepte une proposition de Lucien Galgani, chef de la mafia locale, qui lui demande de se coucher lors de son prochain combat. Plein de remords et défié par son adversaire, Alain décide finalement d'ignorer le marché et gagne le match. En tentant de s'échapper, il est contraint de tuer le frère cadet du mafieux. Le frère d'Alain est tué, et son ancienne petite amie, Katrina, est enlevée.
Poursuivi, Alain trouve refuge dans une caserne de la Légion étrangère et décide de s'y inscrire pour échapper à ses assaillants. Il va dès lors devoir faire face à un entraînement des plus féroces et difficiles en plein désert du Sahara au Maroc. Il est ensuite envoyé dans un fort pas loin du Rif assiégé par la résistance des Rifains, qui sont menés par Abdekrim El-Khattabi pendant la guerre du Rif.
Pendant ce temps à Marseille, la mafia parvient à retrouver sa trace et envoie des hommes le trouver et le tuer. Alain devra donc faire face à de multiples dangers dans un pays en pleine guerre coloniale.

## Fiche technique
Sauf indication contraire, les informations mentionnées dans cette section peuvent être confirmées par la base de données cinématographiques IMDb,  présente dans la section « Liens externes ».
- Titre francophone : Légionnaire
- Titre original : Legionnaire
- Réalisation : Peter MacDonald
- Scénario : Sheldon Lettich et Rebecca Morrison, d'après une histoire de Sheldon Lettich et Jean-Claude Van Damme
- Photographie : Douglas Milsome
- Montage : Mike Murphy et Christopher Tellefsen
- Décors : Charles Wood
- Musique : John Altman
- Production : Edward R. Pressman, Jean-Claude Van Damme, Peter MacDonald
  - Producteurs associés : Gregory G. Woertz, Lee Solomon, Wendi Friedman
- Sociétés de production : Edward R. Pressman Film Corporation, Long Road Productions et Quadra Entertainment
- Distribution : Metropolitan Filmexport (France), Sterling Home Entertainment (États-Unis, vidéo)
- Genre : action, aventures, guerre
- Budget : 20 000 000 $
- Durée : 99 minutes
- Format : couleurs - 2,35:1 - Dolby Surround
- Dates de sortie[1] : 
  - États-Unis : 9 février 1999 (sortie en vidéo)
  - France : 5 mai 1999

## Distribution
- Jean-Claude Van Damme (VF : Patrice Baudrier ; VQ : Daniel Picard) : Alain Lefèvre
- Steven Berkoff (VF : Gilbert Levy ; VQ : Jean-Luc Montminy) : le sergent Steinkampf
- Nicholas Farrell : McIntosh
- Adewale Akinnuoye-Agbaje (VF : Jean-Paul Pitolin ; VQ : Hubert Gagnon) : Luther
- Jim Carter (VF : Marc Alfos) : Lucien Galgani
- Ana Sofrenovic : Katrina
- Daniel Caltagirone (VQ : Jacques Lavallée) : Guido
- Joseph Long (VQ : Luis De Cespedes) : Maxim
- Mario Kalli (VQ : Yves Corbeil) : René Galgani
- Joe Montana (VQ : Benoît Rousseau) : Julot
- Kim Romer : le capitaine Rousselot
- Anders Peter Bro (VQ : Éric Gaudry) : le lieutenant Charlier
- Paul Kinman : Rolf Bruner
- Vincent Pickering : Viktor
- Takis Triggelis : le caporal Metz
- Tom Delmar : le caporal Legros
- David Hayman : le sergent recruteur
- Kamel Krifa : Abdelkrim el-Khattabi
- Dida Diafat : un légionnaire

## Production
L'idée de départ est imaginée par Jean-Claude Van Damme. Initialement, son souhait est de faire une comédie dans laquelle il serait accompagné d'un acteur comique comme John Candy. Sheldon Lettich, également auteur du scénario, devait également réaliser le film. Peu après le début de la production, il sera finalement remplacé par Peter MacDonald.
Le tournage a lieu d'octobre à décembre 1997. Il se déroule au Maroc, dans les villes de Tanger, Erfoud, Aït Ben Haddou, Ouarzazate (notamment les Atlas Corporation Studios), mais également dans les massifs montagneux et le Sahara.

## Musique
En plus de la musique originale composée par John Altman, on peut entendre dans le film plusieurs chansons non originales :
- Cancan, extrait de l'opéra Orphée aux Enfers écrit par Jacques Offenbach
- Parlez-moi d'amour écrite par Jean Lenoir et interprétée par Pilly de Vicente
- Mon Légionnaire, interprétée par Ute Lemper

## Commentaire
Une erreur est à noter. Alain se fait repérer à cause d'une photographie dans un journal, ce qui est contraire à la politique de la Légion, qui assure l'anonymat total à tous ceux qui la rejoignent.